# O Declínio do Império Americano
Le déclin de l'empire américain (br / pt: O declínio do império americano) é um filme canadense de 1986, do gênero comédia dramática, dirigido por Denys Arcand.
Teve uma sequência, As Invasões Bárbaras, em 2003.

## Sinopse
Quatro professores universitários conversam sobre assuntos diversos enquanto preparam um jantar. Ao mesmo tempo, em uma academia de ginástica, quatro mulheres, colegas dos professores também conversam sobre os problemas de relacionamento entre homens e mulheres. 
A partir da metade do filme este grupo de amigos se encontra para um jantar. A conversa que segue nos faz perceber o clima dos anos 80, onde várias teorias que explicavam o mundo começam a cair por terra. Os protagonistas realizam uma verdadeira auto-avaliação ao discutirem sobre os mais variados temas, entre eles moral, liberação sexual, valor da intelectualidade, conhecimento, liberdade, entre outros.

## Elenco
- Dominique Michel .... Dominique
- Dorothée Berryman .... Louise
- Louise Portal .... Diane
- Pierre Curzi .... Pierre
- Rémy Girard .... Rémy
- Yves Jacques .... Claude
- Geneviève Rioux .... Danielle
- Daniel Brière .... Alain
- Gabriel Arcand .... Mario

## Principais prêmios e indicações
Oscar 1987 (EUA)
- Indicado na categoria de Melhor Filme Estrangeiro.

Festival de Cannes 1986 (França)
- Recebeu o Prêmio FIPRESCI.

Prêmio NYFCC 1986 (New York Film Critics Circle Awards, EUA)
- Venceu na categoria de Melhor Filme em Língua Estrangeira.

Toronto International Film Festival 1986 (Canadá)
- Recebeu os prêmios de Melhor Filme Canadense e o People's Choice Award.